# Романова (Иркутская область)
Романова — деревня в Заларинском районе Иркутской области России. Входит в состав Холмогойского муниципального образования. Находится примерно в 10 км к юго-западу от районного центра.

## Население
По данным Всероссийской переписи, в 2010 году в деревне проживало 228 человек (98 мужчин и 130 женщин).